# Tom Dingenen
Tom Dingenen (14 mei 1980) is een Belgisch acteur en ondernemer. Hij is de neef van acteur Frank Dingenen.
Dingenen speelde enkele kleine gastrollen in series zoals Vossenstreken (2015) en De infiltrant (2018). Begin 2019 werd hij bij het grote publiek bekend in de serie Dertigers, waar hij gestalte geeft aan een van de hoofdrollen, Bart Van Roelenbosch. Dingenen is ook actief bij het Echt Antwaarps Teater.

## Filmografie

### Film
| Jaar | Titel               | Rol          | Notities |
| ---- | ------------------- | ------------ | -------- |
| 2012 | Brasserie Romantiek | Potige man 1 |          |
| 2017 | Het Verhoor         | Verdachte    | Kortfilm |

### Televisie
| Jaar      | Titel                 | Rol                  | Notities                             |
| --------- | --------------------- | -------------------- | ------------------------------------ |
| 1993      | Meester!              | Tom                  | Aflevering: "Binnen zonder kloppen!" |
| 2001      | Popstars              | Kandidaat            | Meerdere afleveringen                |
| 2011      | Domino - de Zoektocht | Zichzelf (Kandidaat) |                                      |
| 2015      | Vossenstreken         | Speeddate            | Aflevering 1                         |
| 2017      | Zie mij graag         | Jakke                | Aflevering: "Happy Single"           |
| 2018      | De infiltrant         | Jerry Verkest        | Aflevering 3                         |
| 2019-2022 | Dertigers             | Bart Van Roelenbosch | Hoofdrol                             |
| 2020      | Familie               | Lenny Verstuyvt      | Gastrol                              |
| 2021      | Panna                 | Stef                 | Aflevering 3                         |
| 2023      | #LikeMe               | Victor Nelissen      | Gastrol                              |
| 2024      | Milo                  | Koen Kerremans       | Hoofdrol                             |